# 디어 존 (영화)
《디어 존》(영어: Dear John)은 2010년 개봉한 미국의 로맨틱 전쟁 드라마 영화이다. 니컬러스 스파크스의 동명 소설이 원작이며, 라세 할스트룀이 감독하고 어맨다 사이프레드, 채닝 테이텀 등이 출연하였다. 2010년 2월 5일 스크린 젬스를 통해 북아메리카에서 개봉하였다.

## 출연진
- 채닝 테이텀 - 존 타이리 하사 역
- 어맨다 사이프레드 - 서배너 린 커티스 역
- 헨리 토머스 - 팀 훼던 역
- 리처드 젱킨스 - 빌 타이리 역: 존 타이리의 아버지.
- 루크 벤워드 - 앨런 훼던 역
  - 브레이든 리드 - 어린 앨런 훼던 역
- 스콧 포터 - 랜디 역
- D. J. 코트로나 - 누들스 역
- 컬런 모스 - 루스터 역
- 개빈 매컬리 - 스타크스 역

## 사운드트랙
| 순서         | 곡 제목                     | 음악가                          | 재생 시간 |
| ------------ | --------------------------- | ------------------------------- | --------- |
| 1.           | "Paperweight"               | 조슈아 레이딘과 스카일러 피스크 | 3:22      |
| 2.           | "The Moon"                  | 더 스웰 시즌                    | 4:40      |
| 3.           | "Amber"                     | 311                             | 3:29      |
| 4.           | "Exelsior Lady"             | 더 동키스                       | 3:34      |
| 5.           | "Things & Time"             | 더 웨일링 솔스                  | 3:22      |
| 6.           | "Little House"              | 어맨다 사이프레드               | 3:17      |
| 7.           | "The is the Thing"          | 핑크                            | 4:25      |
| 8.           | "Think of Me"               | 로시 골란                       | 3:09      |
| 9.           | "You Take My Troubles Away" | 레이철 야마가타와 댄 윌슨       | 3:39      |
| 10.          | "Dear John Theme"           | 데버라 루리                     | 1:53      |
| 총 재생 시간 | 총 재생 시간                | 총 재생 시간                    | 33:30     |

음반에 미수록된 삽입곡
- 라이언 애덤스 – "Answering Bell"
- 어맨다 사이프레드 – "Little House" (어쿠스틱)
- 오조마틀리 – "Saturday Night"
- 브라이언 티시 – "Dead in Your Tracks"
- 게이 톨런 햇필드와 제프리 S. 미건 – "Let Her Gift Be Me"
- 브래들리 P. 햇필드 – "Ballroom Ballad"

예고편 배경음
- 스노 패트롤 feat. 마사 웨인라이트 – "Set the Fire to the Third Bar"[2]

## 흥행
개봉 첫 주에 7주 연속 1위를 차지해 온 《아바타》(2009)를 누르고 1위로 등극하였으며, 전 세계적으로 114,977,104 달러의 흥행 수익을 기록했다.

## 홈 미디어
2010년 5월 DVD와 블루레이가 발매되었다.